# Руда-Бродская
Руда-Бродская (укр. Руда-Брідська) — село в Заболотцевской сельской общине Золочевского района Львовской области Украины.
Население по переписи 2001 года составляло 98 человек. Занимает площадь 0,616 км². Почтовый индекс — 80630. Телефонный код — 3266.